# The Sinatra Project
| Críticas profissionais | Críticas profissionais |
| Avaliações da crítica  | Avaliações da crítica  |
| Fonte                  | Avaliação              |
| ---------------------- | ---------------------- |
| Allmusic               | [ 1 ]                  |

The Sinatra Project é um álbum de estúdio do cantor e pianista norte-americano Michael Feinstein, lançado em 2008 pala Concord Records. O álbum foi gravado em homenagem ao cantor Frank Sinatra.

## Faixas
| N.º            | Título                             | Compositor(es)                     | Duração |  |
| 1.             | "Exactly Like You"                 | Dorothy Fields / Jimmy McHugh      | 2:51    |  |
| 2.             | "There's a Small Hotel"            | Lorenz Hart / Richard Rodgers      | 3:48    |  |
| 3.             | "Fools Rush In"                    | Rube Bloom / Johnny Mercer         | 4:04    |  |
| 4.             | "The Sing Is You"                  | Oscar Hammerstein II / Jerome Kern | 2:59    |  |
| 5.             | "The Same Hello, The Same Goodbye" | Alan Bergman / Marilyn Bergman     | 4:18    |  |
| 6.             | "Begin the Beguine"                | Cole Peter                         | 5:03    |  |
| 7.             | "I've Got a Crush on You"          | Ira Gershwin                       | 3:18    |  |
| 8.             | "It's All Right with Me"           | Cole Poter                         | 3:31    |  |
| 9.             | "You Go to My Head"                | J. Fred Coots / Haven Gillespie    | 4:06    |  |
| 10.            | "How Long Will It Last"            | Max Lief / Joseph Meyer            | 4:06    |  |
| 11.            | "All My Tomorrows/All the Way"     | Sammy Cahn                         | 5:07    |  |
| 12.            | "At Long Last Love"                | Marshall Barer / Cole Porter       | 3:32    |  |
| Duração total: | Duração total:                     | Duração total:                     | 50:15   |  |